# Château d'Ulriksdal
Le château d'Ulriksdal, ou palais d'Ulriksdal, en suédois : Ulriksdals slott, est un palais royal situé dans le parc national urbain royal à Solna, dans le comté de Stockholm, en Suède.

## Histoire
Le palais est construit pour Jacob de la Gardie, Grand connétable de Suède, par l'architecte Hans Jacob Kristler. Son fils Magnus Gabriel De la Gardie le revend en 1669 à la reine de Suède Edwige-Éléonore de Holstein-Gottorp. A la fin du XVIIe siècle, l'architecte Nicodème Tessin l'Ancien restaure le palais.

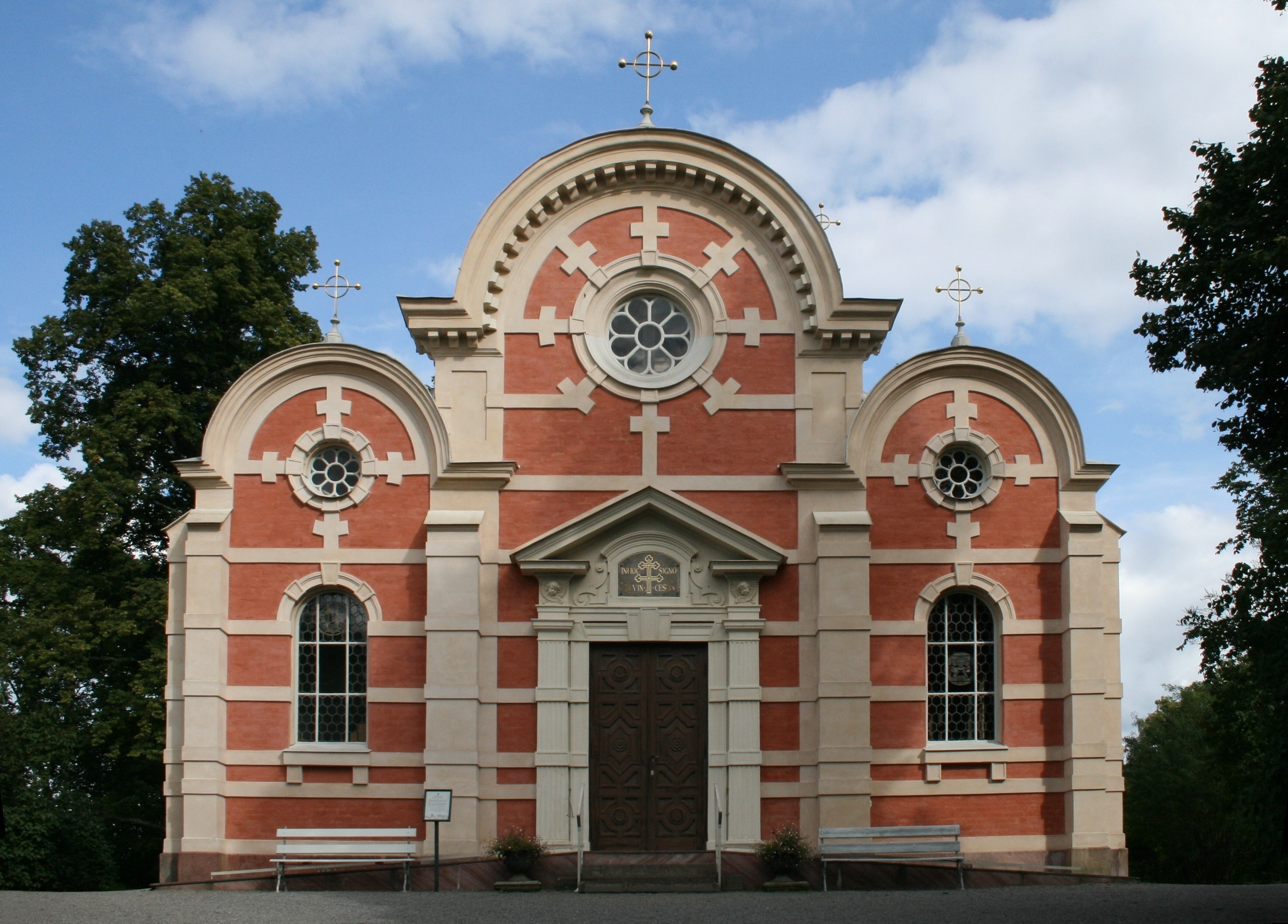
Chapelle du château d'Ulriksdal.

Une chapelle est aménagée en 1662 dans l'aile nord du palais par l'architecte huguenot Jean de la Vallée. Elle est détruite lors de la rénovation du palais en 1774. La chapelle du château d'Ulriksdal est dessinée par l'architecte Fredrik Wilhelm Scholander et est élevée en 1865 dans les jardins, dans le style de la Renaissance hollandaise. Elle a inspiré la construction du temple protestant de Saint-Raphaël en 1881.